# Hipòcrates V
Hipòcrates V (en llatí Hippocrates, en grec Ἱπποκράτης) fou un metge del llinatge dels Asclepíades, esmentat per Suides. Era fill de Timbreu de Cos que va tenir dos fills anomenats Hipòcrates.